# يفغيني بوبوف
يفغيني بوبوف (بالإنجليزية: Yevgeni Anatolyevich Popov) (و. 1946  م) هو مؤلف، وكاتب، ومحرر، وناثر من الاتحاد السوفيتي، وروسيا، ولد في كراسنويارسك.

## التعليم
تعلم في Russian State Geological Prospecting University ‏.

## جوائز
حصل على جوائز منها:
- جائزة المنافسة العامة  [لغات أخرى]‏ (1946)
- قائد الفنون والآداب